# Чемпионат России по современному пятиборью среди женщин 1998
VI Чемпионат России по современному пятиборью среди женщин проводился в Москве с 20 по 21 июня 1998 года на базе "Северный".
На старт вышли 20 спортсменок из Калининграда, Санкт-Петербурга, Москвы, Уфы, Самары и Ростова-на-Дону. Награды чемпионата разыгрывались только в личном первенстве.

## Стрельба. Фехтование. Плавание.
После стрельбы, фехтования и плавания уверенно лидировала москвичка Марина Колонина, которая вернулась в пятиборье после 5-летнего перерыва. Однако после состязаний в беге и конкура она опустилась на 6-е место. Из-за травмы после первых трех видов снялась с соревнований москвичка Татьяна Муратова, которая была одним из фаворитов чемпионата.
Чемпионкой России стала заслуженный мастер спорта России, чемпионка мира 1997 года Елизавета Суворова, которая ровно прошла все пять видов и подтвердила свой статус лидера российского женского пятиборья.

## Итоговые результаты.
| Дисциплина        | Золото                                    | Серебро                      | Бронза                                 |
| Личное первенство | Елизавета Суворова · Москва Динамо · 5072 | Элина Валиулина · Уфа · 4969 | Ольга Короткова · Москва Динамо · 4962 |